# Municipio de New Hope (Dakota del Sur)
El municipio de New Hope (en inglés: New Hope Township) es un municipio ubicado en el condado de Brown en el estado estadounidense de Dakota del Sur. En el año 2010 tenía una población de 96 habitantes y una densidad poblacional de 1,02 personas por km².

## Geografía
El municipio de New Hope se encuentra ubicado en las coordenadas 45°17′38″N 98°40′15″O / 45.29389, -98.67083. Según la Oficina del Censo de los Estados Unidos, el municipio tiene una superficie total de 93.75 km², de la cual 93,38 km² corresponden a tierra firme y (0,4 %) 0,37 km² es agua.

## Demografía
Según el censo de 2010, había 96 personas residiendo en el municipio de New Hope. La densidad de población era de 1,02 hab./km². De los 96 habitantes, el municipio de New Hope estaba compuesto por el 100 % blancos. Del total de la población el 0 % eran hispanos o latinos de cualquier raza.